# Tammiku
Tammiku este o arie protejată (arie specială de conservare — SAC, sit de importanță comunitară — SCI) din Estonia întinsă pe o suprafață de 381,3 ha, integral pe uscat.

## Localizare
Centrul sitului Tammiku este situat la coordonatele 59°12′59″N 24°54′39″E / 59.2165°N 24.9107°E.

## Înființare
Situl Tammiku a fost declarat sit de importanță comunitară în aprilie 2004 pentru a proteja 3 specii de plante. Situl a fost protejat și ca arie specială de conservare în iulie 2005.

## Biodiversitate
Situată în ecoregiunea boreală, aria protejată conține 8 habitate naturale: Pajiști cu Molinia pe soluri calcaroase, turboase sau argilos-nămoloase (Molinion caeruleae), Izvoare fino-scandinave și mlaștini produse de izvoare bogate în minerale, Mlaștini alcaline, Taiga vestică, Păduri caducifoliate bătrâne naturale hemiboreale fino-scandinave (Quercus, Tilia, Acer, Fraxinus sau Ulmus) bogate în specii epifite, Păduri fino-scandinave bogate în ierburi cu Picea abies, Păduri caducifoliate de mlaștină fino-scandinave, Mlaștini împădurite.
La baza desemnării sitului se află mai multe specii protejate de  plante (3): papucul doamnei (Cypripedium calceolus), Saussurea alpina subsp. esthonica, Thesium ebracteatum.
Pe lângă speciile protejate, pe teritoriul sitului au mai fost identificate 10 specii de plante.